# Аркејд (Џорџија)
Аркејд (енгл. Arcade) град је у америчкој савезној држави Џорџија. По попису становништва из 2010. у њему је живело 1.786 становника.

## Демографија
Према попису становништва из 2010. у граду је живело 1.786 становника, што је 143 (8,7%) становника више него 2000. године.
| Група             | 2000.         | 2010.         |
| Белци             | 1.435 (87,3%) | 1.560 (87,3%) |
| Афроамериканци    | 118 (7,2%)    | 131 (7,3%)    |
| Азијати           | 38 (2,3%)     | 20 (1,1%)     |
| Хиспаноамериканци | 28 (1,7%)     | 43 (2,4%)     |
| Укупно            | 1.643         | 1.786         |